# Aughton (Wiltshire)
Aughton – osada w Anglii, w hrabstwie Wiltshire. Leży 28 km na północ od miasta Salisbury i 109 km na zachód od Londynu.